# Phantom featuring Lio
 (avril 2016).
Si vous disposez d'ouvrages ou d'articles de référence ou si vous connaissez des sites web de qualité traitant du thème abordé ici, merci de compléter l'article en donnant les références utiles à sa vérifiabilité et en les liant à la section « Notes et références ».
Albums de Phantom
Je garde quelques images... pour mes vies postérieures
(2008)
Singles
Je ne veux que ton bien
Phantom featuring Lio est un album de la chanteuse Lio sorti en 2009, écrit par Jacques Duvall et composé par Benjamin Schoos.
L'album bénéficie d'un clip promotionnel pour le titre Je ne veux que ton bien, un single en téléchargement pour Je ne suis pas encore prête , un second single remixé La veille de ma naissance et un bonus remix pour Mon nouveau Jules marche sur l'eau.
Lio et les fantômes partent en tournée en France et en Belgique de 2009 à 2010.

## Titres
| n° | Titre                                                               | Paroles            | Musique         | Durée |
| -- | ------------------------------------------------------------------- | ------------------ | --------------- | ----- |
| 1  | Je ne veux que ton bien                                             | Jacques Duvall     | Benjamin Schoos | 3:09  |
| 2  | Ta cervelle est en grève mais ta grande gueule fait des heures sup' | Jacques Duvall     | Dan Lacksman    | 2:18  |
| 3  | La Veille de ma naissance                                           | Jacques Duvall     | Benjamin Schoos | 2:46  |
| 4  | Je ne suis pas encore prête                                         | Jacques Duvall     | Benjamin Schoos | 2:18  |
| 5  | Noir violette                                                       | Marie-Laure Dagoit | Benjamin Schoos | 3:18  |
| 6  | Mon nouveau Jules marche sur l'eau                                  | Jacques Duvall     | Benjamin Schoos | 3:27  |
| 7  | Tout le monde m'aime                                                | Jacques Duvall     | Benjamin Schoos | 2:23  |
| 8  | L'amour ne m'a jamais manqué                                        | Jacques Duvall     | Benjamin Schoos | 2:23  |
| 9  | La Fidélité                                                         | Jacques Duvall     | Benjamin Schoos | 3:05  |
| 10 | Lipgloss                                                            | Patrick Eudeline   | Benjamin Schoos | 2:43  |
| 11 | Le Long de la voie ferrée                                           | Jacques Duvall     | Benjamin Schoos | 3:33  |
| 12 | La veille de ma naissance (Single Mix) [bonus]                      | Jacques Duvall     | Benjamin Schoos | 2:38  |
| 13 | Mon nouveau Jules marche sur l'eau (Destin Remix) [bonus]           | Jacques Duvall     | Benjamin Schoos | 2:51  |

## Production
Musiciens :
- Pascal Scalp : basse, orgue
- Geoffroy Degand : cuivres, percussions
- Marcus Weymaere : cuivres, percussions
- Benjamin Schoos : guitare, harmonica, synthé, Theremin
- Jampur Fraize : guitare
- Marc Wathieu : guitare
- Philippe Laurent : orgue, trompette
- Brian Carney : Jupiter 8
- Philippe Laurent : trompette

Photographie : Pascal Schyns
Graphic design : Scalp. 
Produit par Miam Monster Miam for 36 Cowboys
Enregistré par Grumph au Vange studio et Soundstation (Liège, B)
Mixé et mastérisé par Gilles Martin au Farside Studio.